# Grand Prix-wegrace van Spanje 1987
De Grand Prix-wegrace van Spanje 1987 was de tweede race van het wereldkampioenschap wegrace voor motorfietsen in het seizoen 1987. De races werden verreden op 26 april 1987 op het Circuito Permanente de Jerez nabij Jerez de la Frontera. 

## Algemeen
In de Spaanse Grand Prix startten alle klassen. Dat betekende de seizoensopening voor de 80cc-, de 125cc- en de zijspanklasse. De verhuizing van het Circuito Permanente del Jarama naar het Circuito Permanente de Jerez beviel de 500cc-rijders slechts matig. Het circuit was gebouwd voor autoraces en de 500cc-machines konden hun hoge snelheden eigenlijk niet bereiken. Dat bleek ook uit de rondetijden in de training. Als alle trainingstijden naast elkaar zouden worden gezet, waren Rolf Biland en Kurt Waltisperg met hun LCR-Krauser-zijspancombinatie vijfde geworden. De Yamaha YZR 250-rijders Luca Cadalora en Martin Wimmer zouden op de achtste en de negende plaats hebben gestaan, allemaal nog vóór Shunji Yatsushiro, Christian Sarron, Randy Mamola en Pierfrancesco Chili. In Spanje debuteerde Àlex Crivillé, die door Derbi was ingehuurd voor het Europees kampioenschap, maar die af en toe ook in het wereldkampioenschap mocht rijden. Na de kou en de nattigheid in Japan was het in Spanje juist erg warm. 

## 500cc-klasse
De 500cc-klasse had al een race in Japan gereden. Daar was het nat en Randy Mamola profiteerde optimaal van de bandenwarmers die Dunlop voor het eerst toepaste. Concurrenten Eddie Lawson en Rob McElnea gaven juist op omdat ze de verkeerde banden van Michelin hadden gekregen.  

### De training
Terwijl Roberts-Lucky Strike-Yamaha in Japan zoveel voordeel had gehad van het feit dat ze het enige Dunlop-team waren, hadden ze in Jerez grote problemen met het vinden van de juiste band en de daarbij horende afstelling van vering en demping. Randy Mamola kwalificeerde zich slechts als negende en Mike Baldwin kwam op de twaalfde startplaats, tussen de trage Suzuki's van Kevin Schwantz en Kenny Irons. Eddie Lawson kwalificeerde zich als beste, hoewel hij het circuit eigenlijk niet geschikt vond voor de 500cc-machines. Zijn Yamaha YZR 500 leverde wat meer vermogen onderin dan de Honda NSR 500, en dat was precies het voordeel dat hij nodig had. Hij verklaarde echter ook dat het circuit fysiek te zwaar was om de trainingstijden in de race lang vol te houden.

#### Trainingstijden
| Pos | Coureur             | Merk                        | Tijd    |
| --- | ------------------- | --------------------------- | ------- |
| 1.  | Eddie Lawson        | Agostini-Marlboro-Yamaha    | 1"50'69 |
| 2.  | Wayne Gardner       | Rothmans-HRC-Honda          | 1"50'99 |
| 3.  | Niall Mackenzie     | Gallina-HB-HRC-Honda        | 1"51'01 |
| 4.  | Rob McElnea         | Agostini-Marlboro-Yamaha    | 1"51'44 |
| 5.  | Tadahiko Taira      | Agostini-Marlboro-Yamaha    | 1"52'09 |
| 6.  | Ron Haslam          | ELF-HRC-Honda               | 1"52'13 |
| 7.  | Shunji Yatsushiro   | Rothmans-HRC-Honda          | 1"52'59 |
| 8.  | Christian Sarron    | Gauloises-Sonauto-Yamaha    | 1"53'16 |
| 9.  | Randy Mamola        | Roberts-Lucky Strike-Yamaha | 1"53'45 |
| 10. | Pierfrancesco Chili | Gallina-HB-HRC-Honda        | 1"53'46 |

### De race
Eddie Lawson nam na de start het initiatief, maar na twee ronden ging Wayne Gardner hem voorbij en daarmee was het gevecht om de leiding feitelijk beslist. Gardner liep alleen maar verder weg en had bij de finish 23 seconden voorsprong. Er was wel een gevecht om de derde plaats, dat tussen Ron Haslam en Niall Mackenzie ging. Aanvankelijk lag Rob McElnea op deze positie, maar hij kwam ten val. Kevin Schwantz reed een uitstekende race met de Suzuki RGV 500, die nog minstens 20 kg zwaarder was dan de concurrentie. Hij vocht om de zesde plaats met Pierfrancesco Chili, Randy Mamola, Tadahiko Taira en Shunji Yatsoshiro. Chili reed op de zesde plaats toen hij in de laatste ronde viel en Schwantz de kans gaf de positie over te nemen. Chili kon zijn machine nog oprapen, maar hij werd slechts elfde. Daarvan profiteerde Richard Scott, een debutant die met een privé Honda RS 500 driecilinder reed en in zijn eerste Grand Prix meteen een punt scoorde. 

#### Uitslag 500cc-klasse
| Pos | Coureur             | Merk                        | Tijd      | Grid | Punten |
| --- | ------------------- | --------------------------- | --------- | ---- | ------ |
| 1   | Wayne Gardner       | Rothmans-HRC-Honda          | 56"02'07  | 2    | 15     |
| 2   | Eddie Lawson        | Agostini-Marlboro-Yamaha    | 56"25'62  | 1    | 12     |
| 3   | Ron Haslam          | ELF-HRC-Honda               | 56"51'16  | 6    | 10     |
| 4   | Niall Mackenzie     | Gallina-HB-HRC-Honda        | 56"52'76  | 3    | 8      |
| 5   | Kevin Schwantz      | Suzuki                      | 57"12'54  | 11   | 6      |
| 6   | Randy Mamola        | Roberts-Lucky Strike-Yamaha | 57"14'88  | 9    | 5      |
| 7   | Tadahiko Taira      | Agostini-Marlboro-Yamaha    | 57"16'28  | 5    | 4      |
| 8   | Shunji Yatsushiro   | Rothmans-HRC-Honda          | 57"20'33  | 7    | 3      |
| 9   | Roger Burnett       | Rothmans-HRC-Honda          | 57"42'11  | 17   | 2      |
| 10  | Richard Scott       | Honda                       | 57"47'11  | 15   | 1      |
| 11  | Pierfrancesco Chili | Gallina-HB-HRC-Honda        | +1 ronde  | 10   |        |
| 12  | Marco Gentile       | Lucky Strike-Fior-Honda     | +1 ronde  | 19   |        |
| 13  | Thierry Rapicault   | Honda                       | +1 ronde  | 20   |        |
| 14  | Alessandro Valesi   | Iberna-Honda                | +1 ronde  | 16   |        |
| 15  | Simon Buckmaster    | Duckhams-Honda              | +1 ronde  | 25   |        |
| 16  | Daniel Amatriaín    | Honda                       | +1 ronde  | 23   |        |
| 17  | Wolfgang von Muralt | Suzuki                      | +1 ronde  | 24   |        |
| 18  | Bruno Kneubühler    | Honda                       | +1 ronde  | 26   |        |
| 19  | Maarten Duyzers     | HDJ-Honda                   | +2 ronden | 28   |        |
| 20  | Louis-Luc Maisto    | Honda                       | +2 ronden | 27   |        |
| 21  | Tony Carey          | Suzuki                      | +4 ronden | 30   |        |

#### Niet gefinished
| Coureur            | Merk                        | Oorzaak         | Grid |
| ------------------ | --------------------------- | --------------- | ---- |
| Mike Baldwin       | Roberts-Lucky Strike-Yamaha | Versnellingsbak | 12   |
| Fabio Biliotti     | Honda                       |                 | 22   |
| Gerold Fisher      | Honda                       |                 | 29   |
| Kenny Irons        | Heron-Suzuki                | Val             | 13   |
| Rob McElnea        | Agostini-Marlboro-Yamaha    | Val             | 4    |
| Jose Parra         | Suzuki                      |                 | 31   |
| Didier de Radiguès | Bastos-Cagiva               | Achterrem       | 21   |
| Gustav Reiner      | Hein Gericke-Honda          | Val             | 18   |
| Raymond Roche      | Bastos-Cagiva               | Ontsteking      | 14   |
| Christian Sarron   | Gauloises-Sonauto-Yamaha    | Val             | 8    |

#### Niet gekwalificeerd
| Coureur               | Merk   |
| --------------------- | ------ |
| Larry Moreno Vacondio | Suzuki |

#### Niet deelgenomen
| Coureur         | Merk      | Oorzaak  |
| --------------- | --------- | -------- |
| Freddie Spencer | HRC-Honda | Blessure |

### Top tien tussenstand 500cc-klasse
| Pos | Coureur             | Merk                        | Ptn |
| --- | ------------------- | --------------------------- | --- |
| 1   | Wayne Gardner       | Rothmans-HRC-Honda          | 27  |
| 2   | Randy Mamola        | Roberts-Lucky Strike-Yamaha | 20  |
| 3   | Ron Haslam          | ELF-HRC-Honda               | 16  |
| 4   | Eddie Lawson        | Agostini-Marlboro-Yamaha    | 12  |
| 5   | Takumi Ito          | Suzuki                      | 10  |
| 6   | Tadahiko Taira      | Agostini-Marlboro-Yamaha    | 9   |
| 7   | Pierfrancesco Chili | Gallina-HB-HRC-Honda        | 8   |
| 7   | Niall Mackenzie     | Gallina-HB-HRC-Honda        | 8   |
| 9   | Kevin Schwantz      | Suzuki                      | 6   |
| 10  | Roger Burnett       | Rothmans-HRC-Honda          | 5   |

## 250cc-klasse
Omdat het circuit van Jerez een traag stuurcircuit was, ging het voordeel van de 250cc-fabrieks-Honda's dat ze in Japan gehad hadden verloren. Zij moesten het hoofd buigen voor de minder snelle maar beter sturende Yamaha YZR 250's. 

### De training
De superioriteit van de Yamaha's bleek al in de trainingen, toen de eerste vier plaatsen bezet werden door YZR 250's. Opmerkelijk was de snelste tijd van Luca Cadalora, die na zijn 125cc-carrière nog moest wennen aan de 250cc-machines. Hij verwachtte dan ook dat teamgenoot Martin Wimmer het in de warme en zware race langer vol zou houden. 

#### Trainingstijden
| Pos | Coureur              | Merk                           | Tijd    |
| --- | -------------------- | ------------------------------ | ------- |
| 1.  | Luca Cadalora        | Agostini-Marlboro-Yamaha       | 1"52'20 |
| 2.  | Martin Wimmer        | Agostini-Marlboro-Yamaha       | 1"52'38 |
| 3.  | Juan Garriga         | Ducados-Yamaha                 | 1"53'68 |
| 4.  | Patrick Igoa         | Gauloises-Sonauto-Yamaha       | 1"53'97 |
| 5.  | Jacques Cornu        | Parisienne-HRC-Honda           | 1"54'01 |
| 6.  | Reinhold Roth        | HB-Römer-HRC-Honda             | 1"54'02 |
| 7.  | Toni Mang            | Rothmans-HRC-Honda Deutschland | 1"54'24 |
| 8.  | Carlos Lavado        | HB-Venemotos-Yamaha            | 1"54'41 |
| 9.  | Jean-Philippe Ruggia | Gauloises-Sonauto-Yamaha       | 1"54'53 |
| 10. | Dominique Sarron     | Rothmans-HRC-Honda             | 1"54'63 |

### De race
Toni Mang was bij de start als eerste vertrokken, maar hij viel al in de tweede ronde. Meteen nam Luca Cadalora enkele seconden voorsprong op Jaqcues Cornu, Juan Garriga, Patrick Igoa, Jean-Philippe Ruggia, Dominique Sarron en Reinhold Roth. Intussen was Martin Wimmer na een slecht begin naar voren aan het komen en in de zesde ronde nam hij de tweede positie in, waarna hij het gat met Cadalora langzaam begon te dichten. Na wat schermutselingen om de leiding liep Wimmer ook van Cadalora weg en daarmee was het pleit beslist. Er werd wel nog gestreden om de derde plaats, die naar Juan Garriga ging. Ruggia werd met een productie-Yamaha TZ 250 uitstekend zevende. Sito Pons en Carlos Lavado eindigden ook nog in de top tien, ondanks een handblessure van Pons en het feit dat Lavado nog steeds herstellende was van een polsblessure en een sleutelbeenbreuk.

#### Uitslag 250cc-klasse
| Pos | Coureur              | Merk                         | Tijd     | Grid | Punten |
| --- | -------------------- | ---------------------------- | -------- | ---- | ------ |
| 1   | Martin Wimmer        | Agostini-Marlboro-Yamaha     | 47"41'00 | 2    | 15     |
| 2   | Luca Cadalora        | Agostini-Marlboro-Yamaha     | 47"42'68 | 1    | 12     |
| 3   | Juan Garriga         | Ducados-Yamaha               | 47"53'39 | 3    | 10     |
| 4   | Dominique Sarron     | Rothmans-HRC-Honda           | 48"03'35 | 10   | 8      |
| 5   | Patrick Igoa         | Gauloises-Sonauto-Yamaha     | 48"08'88 | 4    | 6      |
| 6   | Jacques Cornu        | Parisienne-HRC-Honda         | 48"17'65 | 5    | 5      |
| 7   | Jean-Philippe Ruggia | Gauloises-Sonauto-Yamaha     | 48"19'65 | 9    | 4      |
| 8   | Reinhold Roth        | HB-Römer-HRC-Honda           | 48"19'94 | 6    | 3      |
| 9   | Sito Pons            | Campsa-HRC-Honda             | 48"22'93 | 14   | 2      |
| 10  | Carlos Lavado        | HB-Venemotos-Yamaha          | 48"49'20 | 8    | 1      |
| 11  | Guy Bertin           | Honda                        | 48"56'83 | 21   |        |
| 12  | Jochen Schmid        | Yamaha                       | 48"55'72 | 18   |        |
| 13  | Maurizio Vitali      | FMI-Garelli                  | 49"06'14 | 11   |        |
| 14  | Jean-Michel Mattioli | Yamaha                       | 49"12'37 | 15   |        |
| 15  | Manfred Herweh       | Levior-Honda                 | 49"17'03 | 29   |        |
| 16  | Stefano Caracchi     | Honda                        | 49"17'26 | 25   |        |
| 17  | Harald Eckl          | Honda                        | 49"26'04 | 17   |        |
| 18  | Stéphane Mertens     | Katayama-Armstrong-HRC-Honda | 49"28'28 | 19   |        |
| 19  | Massimo Matteoni     | Honda                        | 49"28'61 | 23   |        |
| 20  | Alain Bronec         | Honda                        | 49"30'94 | 34   |        |
| 21  | Jean Foray           | Yamaha                       | 49"32'73 | 33   |        |
| 22  | Philippe Pagano      | Honda                        | 49"33'79 | 31   |        |
| 23  | René Delaby          | Yamaha                       | 49"35'90 | 26   |        |
| 24  | Hervé Duffard        | Honda                        | 49"38'42 | 30   |        |
| 25  | Paul Lewis           | EMC-Rotax                    | 50"30'65 | 36   |        |

#### Niet gefinished
| Coureur           | Merk                           | Oorzaak | Grid |
| ----------------- | ------------------------------ | ------- | ---- |
| Toni Mang         | Rothmans-HRC-Honda Deutschland | Val     | 7    |
| Bruno Bonhuil     | Honda                          |         | 28   |
| Bernard Haenggeli | Yamaha                         |         | 16   |
| Siegfried Minich  | Honda                          |         | 27   |
| Donnie McLeod     | Honda                          |         | 12   |
| Juan López Mella  | Yamaha                         |         | 32   |
| Javier Cardelús   | Honda                          |         | 20   |
| Loris Reggiani    | Aprilia-Rotax                  |         | 13   |
| Fausto Ricci      | Iberna-Honda                   |         | 35   |
| Alberto Rota      | Honda                          |         | 24   |

#### Niet gestart
| Coureur      | Merk      | Oorzaak  | Grid |
| ------------ | --------- | -------- | ---- |
| Ezio Gianola | FMI-Honda | Blessure | 22   |

#### Niet gekwalificeerd
| Coureur           | Merk   |
| ----------------- | ------ |
| Fernando Gonzalez | Honda  |
| Juan Bravo        | Honda  |
| Robin Appleyard   | Honda  |
| Iván Palazzese    | Yamaha |

#### Niet deelgenomen
| Coureur       | Merk                    | Oorzaak  |
| ------------- | ----------------------- | -------- |
| Carlos Cardús | Nieto-Ducados-HRC-Honda | Blessure |

### Top tien tussenstand 250cc-klasse
| Pos | Coureur          | Merk                     | Ptn |
| --- | ---------------- | ------------------------ | --- |
| 1   | Martin Wimmer    | Agostini-Marlboro-Yamaha | 21  |
| 2   | Juan Garriga     | Ducados-Yamaha           | 15  |
| 2   | Masaru Kobayashi | HRC-Honda                | 15  |
| 4   | Sito Pons        | Campsa-HRC-Honda         | 14  |
| 5   | Reinhold Roth    | HB-Römer-HRC-Honda       | 13  |
| 6   | Luca Cadalora    | Agostini-Marlboro-Yamaha | 12  |
| 7   | Patrick Igoa     | Gauloises-Sonauto-Yamaha | 10  |
| 8   | Dominique Sarron | Rothmans-HRC-Honda       | 8   |
| 8   | Masahiro Shimizu | HRC-Honda                | 8   |
| 10  | Jacques Cornu    | Parisienne-HRC-Honda     | 5   |

## 125cc-klasse
De 125cc-klasse zou een gevecht worden tussen MBA en Garelli, die in dit laatste jaar voor de tweecilinders alles op alles zouden zetten om de titel te behalen. Veel MBA-coureurs - ook het fabrieksteam van Paolo Pileri -  hadden gekozen voor frames van LCR, om de stuurkwaliteiten te verbeteren. Honda anticipeerde intussen op het nieuwe seizoen, door Ezio Gianola en Hubert Abold van de nieuwe eencilinder Honda RS 125-productieracer te voorzien. Zij hadden dus formeel geen fabriekssteun, maar moesten "reclame rijden" voor deze klantenmachine voor het seizoen 1988. 

### De training
Al in de training bleek dat de nieuwe door Jörg Möller ontwikkelde LCR-MBA's geduchte tegenstanders zouden worden voor de Garelli's die door Jan Thiel gebouwd waren. MBA had veel geld gekregen van helmenfabrikant AGV en bovendien al veel getraind op het circuit van Jerez. Domenico Brigaglia zette dan ook de snelste trainingstijd met zijn MBA, maar achter hem stond Fausto Gresini (Garelli). De machines leken dus aan elkaar gewaagd, maar tijdens de laatste warm-uptraining bleek dat de monteurs van Gresini vergeten waren koelwater in de motor te doen, zodat Thiel's snelste motorblok niet gebruikt kon worden. 

#### Trainingstijden
| Pos | Coureur            | Merk               | Tijd    |
| --- | ------------------ | ------------------ | ------- |
| 1.  | Domenico Brigaglia | Pileri-AGV-LCR-MBA | 1"57'59 |
| 2.  | Fausto Gresini     | FMI-Garelli        | 1"57'94 |
| 3.  | Paolo Casoli       | Pileri-AGV-LCR-MBA | 1"58'69 |
| 4.  | Pier Paolo Bianchi | MBA                | 1"59'61 |
| 5.  | Bruno Casanova     | FMI-Garelli        | 1"59'62 |
| 6.  | Ezio Gianola       | FMI-Honda          | 1"59'70 |
| 7.  | August Auinger     | Bartol-MBA         | 1"59'93 |
| 8.  | Lucio Pietroniro   | Johnson-MBA        | 2"01'10 |
| 9.  | Claudio Macciotta  | MBA                | 2"01'37 |
| 10. | Hubert Abold       | Honda              | 2"01'43 |

### De race
Domenico Brigaglia nam na de start meteen een voorsprong van 50 meter op Fausto Gresini, Paolo Casoli en Bruno Casanova, die hem vrij goed konden volgen tot Casanova halverwege de race terug begon te vallen. Toen zetten Gresini en Casoli de aanval op Gresini in. Enkele ronden voor de finish raakte Brigaglia zijn MBA even kwijt, waardoor Gresini er net voorbij kon komen. August Auinger was vanaf het middenveld sterk opgeklommen, maar omdat zijn machine te warm werd moest hij genoegen nemen met de zevende plaats, achter Ezio Gianola, die met de eencilinder Honda RS 125 op dit langzame circuit goed mee kon komen. 

#### Uitslag 125c-klasse
| Pos | Coureur                | Merk               | Tijd      | Grid | Punten |
| --- | ---------------------- | ------------------ | --------- | ---- | ------ |
| 1   | Fausto Gresini         | FMI-Garelli        | 43"25'97  | 2    | 15     |
| 2   | Domenico Brigaglia     | Pileri-AGV-LCR-MBA | 43"26'31  | 1    | 12     |
| 3   | Paolo Casoli           | Pileri-AGV-LCR-MBA | 43"28'99  | 3    | 10     |
| 4   | Bruno Casanova         | FMI-Garelli        | 44"01'34  | 5    | 8      |
| 5   | Pier Paolo Bianchi     | MBA                | 44"09'22  | 4    | 6      |
| 6   | Ezio Gianola           | FMI-Honda          | 44"27'43  | 6    | 5      |
| 7   | August Auinger         | Bartol-MBA         | 44"27'84  | 7    | 4      |
| 8   | Thierry Feuz           | LCR-MBA            | 44"53'20  | 17   | 3      |
| 9   | Claudio Macciotta      | MBA                | 44"57'60  | 9    | 2      |
| 10  | Mike Leitner           | MBA                | 45"07'08  | 21   | 1      |
| 11  | Johnny Wickström       | MBA                | 45"07'56  | 22   |        |
| 12  | Ivan Troisi            | MBA                | 45"09'00  | 24   |        |
| 13  | Hubert Abold           | Honda              | 45"16'20  | 10   |        |
| 14  | Jean-Claude Selini     | MBA                | 45"39'52  | 11   |        |
| 15  | Paul Bordes            | MBA                | +1 ronde  | 19   |        |
| 16  | Jussi Hautaniemi       | Pennzoil-LCR-MBA   | +1 ronde  | 23   |        |
| 17  | Fernando Gonzales      | JJ Cobas           | +1 ronde  | 34   |        |
| 18  | Robin Milton           | MBA                | +1 ronde  | 28   |        |
| 19  | Jacques Hutteau        | MBA                | +1 ronde  | 33   |        |
| 20  | Joaquin Alos           | MBA                | +1 ronde  | 35   |        |
| 21  | Peter Balaz            | MBA                | +1 ronde  | 27   |        |
| 22  | Håkan Olsson           | Starol             | +1 ronde  | 30   |        |
| 23  | Thomas Møller-Pedersen | MBA                | +1 ronde  | 26   |        |
| 24  | Robin Appleyard        | MBA                | +2 ronden | 32   |        |
| 25  | Bady Hassaine          | MBA                | +2 ronden | 36   |        |
| 26  | Juan Fombuena          | MBA                | +4 ronden | 31   |        |

#### Niet gefinished
| Coureur              | Merk               | Oorzaak | Grid |
| -------------------- | ------------------ | ------- | ---- |
| Christian Le Badezet | MBA                |         | 29   |
| Gastone Grassetti    | MBA                |         | 16   |
| Manuel Hernandez     | MBA                |         | 20   |
| Esa Kytölä           | MBA                |         | 18   |
| Olivier Liégeois     | Assmex-MBA         |         | 12   |
| Heinz Litz           | MNA                |         | 25   |
| Willy Pérez          | MBA                | Val     | 15   |
| Lucio Pietroniro     | Johnson-MBA        | Val     | 8    |
| Andrés Sánchez       | Pileri-Ducados-MBA |         | 13   |
| Adi Stadler          | MBA                |         | 14   |

#### Niet gestart
| Coureur    | Merk | Oorzaak  | Grid |
| ---------- | ---- | -------- | ---- |
| Hans Spaan | MBA  | Blessure | 37   |

#### Niet gekwalificeerd
| Coureur          | Merk      |
| ---------------- | --------- |
| Daniel Mateos    | MBA       |
| Antonio Oliveros | MBA       |
| Allan Scott      | EMC-Rotax |
| Juan Munoz       | MBA       |
| Manfred Braun    | MBA       |
| Javier Navarro   | MBA       |
| Wilco Zeelenberg | Casal     |

### Top tien tussenstand 125cc-klasse
Conform wedstrijduitslag

## 80cc-klasse
De 80cc-race werd een bijna geheel Spaanse aangelegenheid. Hoewel Gerhard Waibel zich lang met de strijd om de leiding kon bemoeien, stonden er aan het eind drie Spanjaarden op het erepodium. Eigenlijk vier, want Ángel Nieto werd in de feestelijkheden betrokken omdat hij afscheid nam van zijn Spaanse fans. 

### De training
In de 80cc-klasse waren de Spaanse teams erg sterk. Derbi zette met steun van Ducados Jorge Martínez en Manuel Herreros in, maar met steun van Marlboro ook de EK-rijders Àlex Crivillé en Julián Miralles. Luis Miguel Reyes was de enig overgebleven fabrieksrijder voor Autisa, en hij trainde zichzelf naar de tweede startpositie. Krauser had drie fabrieksrijders: Gerhard Waibel, Stefan Dörflinger en Ian McConnachie. Hans Spaan en Theo Timmer kwamen uit voor het Nederlandse HuVo-Casal, maar Spaan viel al in de vrijdagtraining waarbij hij een hersenschudding opliep.

#### Trainingstijden
| Pos | Coureur           | Merk                | Tijd    |
| --- | ----------------- | ------------------- | ------- |
| 1.  | Jorge Martínez    | Nieto-Ducados-Derbi | 2"02'79 |
| 2.  | Luis Miguel Reyes | Campsa-Autisa       | 2"03'13 |
| 3.  | Àlex Crivillé     | Marlboro-Derbi      | 2"03'55 |
| 4.  | Gerhard Waibel    | LCR-Krauser         | 2"04'34 |
| 5.  | Julián Miralles   | Marlboro-Derbi      | 2"04'34 |
| 6.  | Stefan Dörflinger | LCR-Krauser         | 2"04'73 |
| 7.  | Hubert Abold      | Krauser             | 2"05'28 |
| 8.  | Manuel Herreros   | Nieto-Ducados-Derbi | 2"05'41 |
| 9.  | Richard Bay       | Ziegler             | 2"06'02 |
| 10. | Rainer Kunz       | Kroko               | 2"06'50 |

### De race
Gerhard Waibel had met zijn LCR-Krauser de kopstart, maar al in de tweede ronde werd hij gepasseerd door Jorge Martínez. Een tijdje wisselden deze twee van positie, maar toen liep Martínez weg van Waibel, die nu werd aangevallen door Luis Miguel Reyes, Àlex Crivillé en Julián Miralles. Reyes wist zelfs even door te stoten naar de kop van de race, maar viel toen terug naar de vijfde plaats. Stefan Dörflinger moest zijn poging om Crivillé bij te houden met een val bekopen. Martinéz maakte het nog even spannend toen hij de 17-jarige Crivillé in de slotfase dichterbij liet komen, maar in de laatste ronde pakte hij nog bijna een seconde voorsprong. Miralles werd derde, vlak voor Waibel. Wilco Zeelenberg lag op de negende plaats, maar viel door een gescheurde uitlaat terug naar de achttiende positie.

#### Uitslag 80cc-klasse
| Pos | Coureur           | Merk                | Tijd      | Grid | Punten |
| --- | ----------------- | ------------------- | --------- | ---- | ------ |
| 1   | Jorge Martínez    | Nieto-Ducados-Derbi | 37"16'36  | 1    | 15     |
| 2   | Àlex Crivillé     | Marlboro-Derbi      | 37"17'20  | 3    | 12     |
| 3   | Julián Miralles   | Marlboro-Derbi      | 37"17'70  | 5    | 10     |
| 4   | Gerhard Waibel    | LCR-Krauser         | 37"17'89  | 4    | 8      |
| 5   | Luis Miguel Reyes | Campsa-Autisa       | 37"21'38  | 2    | 6      |
| 6   | Manuel Herreros   | Nieto-Ducados-Derbi | 37"46'71  | 8    | 5      |
| 7   | Ian McConnachie   | LCR-Krauser         | 38"17'61  | 11   | 4      |
| 8   | Richard Bay       | Ziegler             | 38"20'34  | 9    | 3      |
| 9   | Josef Fischer     | LCR-Krauser         | 38"36'31  | 16   | 2      |
| 10  | Hubert Abold      | Krauser             | 38"41'40  | 7    | 1      |
| 11  | Juan Ramón Bolart | Krauser             | 38"43'17  | 13   |        |
| 12  | Herri Torrontegui | JJ Cobas            | 38"47'44  | 23   |        |
| 13  | Felix Rodríguez   | JJ Cobas            | 38"53'59  | 15   |        |
| 14  | Paolo Priori      | Krauser             | 39"02'56  | 26   |        |
| 15  | Jörg Seel         | Seel                | 39"04'07  | 27   |        |
| 16  | Salvatore Milano  | Krauser             | 39"12'46  | 22   |        |
| 17  | Javier Armui      | Autisa              | +1 ronde  | 25   |        |
| 18  | Wilco Zeelenberg  | Casal               | +1 ronde  | 17   |        |
| 19  | Raimo Lipponen    | Krauser             | +1 ronde  | 20   |        |
| 20  | Joaquin Alos      | Yamaha              | +1 ronde  | 32   |        |
| 21  | Thomas Engl       | Deizisau            | +1 ronde  | 30   |        |
| 22  | Serge Julin       | Casal               | +1 ronde  | 36   |        |
| 23  | Reiner Koster     | Kroko               | +1 ronde  | 33   |        |
| 24  | Chris Baert       | Seel                | +3 ronden | 31   |        |

#### Niet gefinished
| Coureur              | Merk           | Oorzaak | Grid |
| -------------------- | -------------- | ------- | ---- |
| Stefan Dörflinger    | LCR-Krauser    | Val     | 6    |
| Alex Barros          | Arbizu-Casal   |         | 14   |
| Paul Bordes          | RB             |         | 21   |
| Javier Debon         | Autisa         |         | 24   |
| René Dünki           | Krauser        |         | 19   |
| Stuart Edwards       | Casal          |         | 37   |
| Juan Esteve          | Autisa         |         | 28   |
| Rainer Kunz          | Kroko          |         | 10   |
| Jose Saez            | Casal          |         | 34   |
| Günter Schirnhofer   | Krauser        |         | 12   |
| Hernando Sande Silva | Casal          |         | 35   |
| Theo Timmer          | JVC-HuVo-Casal | Opgave  | 29   |

#### Niet gestart
| Coureur    | Merk           | Oorzaak  | Grid |
| ---------- | -------------- | -------- | ---- |
| Hans Spaan | JVC-HuVo-Casal | Blessure | 18   |

#### Niet gekwalificeerd
| Coureur               | Merk       |
| --------------------- | ---------- |
| Elias Durendez        | Autisa     |
| Dennis Batchelor      | Krauser    |
| Javier Navarro        | HuVo-Casal |
| Jean-François Verdier | Derbi      |

### Top tien tussenstand 80cc-klasse
Conform wedstrijduitslag

## Zijspanklasse

### De training
Voor regerend wereldkampioen Egbert Streuer verliep de training niet hoopgevend. Hij was bijna drie seconden langzamer dan Rolf Biland en bovendien klaagde bakkenist Bernard Schnieders over opgepompte armen als hij uitstapte. Ze voorzagen een zware race en hoopten de schade beperkt te houden. Ook de andere concurrenten konden de snelheid van Biland niet aanhouden. Tweede man in de training Steve Webster was ook al anderhalve seconde trager. 

#### Trainingstijden
| Pos | Coureur          | Bakkenist          | Merk                    | Tijd    |
| --- | ---------------- | ------------------ | ----------------------- | ------- |
| 1.  | Rolf Biland      | Kurt Waltisperg    | LCR-Krauser             | 1"52'08 |
| 2.  | Steve Webster    | Tony Heweitt       | Fowler-LCR-Krauser      | 1"53'36 |
| 3.  | Alain Michel     | Jean-Marc Fresc    | ELF-LCR-Krauser         | 1"53'85 |
| 4.  | Markus Egloff    | Urs Egloff         | LCR-Yamaha              | 1"54'95 |
| 5.  | Egbert Streuer   | Bernard Schnieders | Lucky Strike-LCR-Yamaha | 1"54'95 |
| 6.  | Rolf Steinhausen | Bruno Hiller       | Busch-Yamaha            | 1"55'72 |
| 7.  | Alfred Zürbrügg  | Martin Zürbrügg    | LCR-Yamaha              | 1"55'80 |
| 8.  | Derek Bayley     | Brian Nixon        | LCR-Yamaha              | 1"56'83 |
| 9.  | Derek Jones      | Simon Birchall     | LCR-Yamaha              | 1"56'88 |
| 10. | Barry Brindley   | Graham Rose        | Windle-Yamaha           | 1"57'17 |

### De race
In de race startten Steve Webster/Tony Hewitt als snelsten, maar Egbert Streuer/Bernard Schnieders wisten vier ronden lang de tweede plaats vast te houden. Toen werden ze gepasseerd door Rolf Biland/Kurt Waltisperg, maar Streuer wist dat Biland het hoge tempo wellicht wel kon vasthouden, maar zijn banden niet. Streuer hoopte in het verloop van de wedstrijd voordeel te putten uit het sparen van de banden. In de negende ronde viel Schnieders echter uit het zijspan van Streuer, naar eigen zeggen door concentratieverlies omdat zijn helm te ver naar voren schoof. Biland viel later ook uit door problemen met zijn remsysteem. Daarvan profiteerden Alain Michel/Jean-Marc Fresc en Alfred en Martin Zürbrügg, die tweede en derde werden. 

#### Uitslag zijspanklasse
| Pos | Coureur            | Bakkenist       | Merk                 | Tijd     | Punten |
| --- | ------------------ | --------------- | -------------------- | -------- | ------ |
| 1   | Steve Webster      | Tony Hewitt     | LCR-Krauser          | 42"29'09 | 15     |
| 2   | Alain Michel       | Jean-Marc Fresc | ELF-LCR-Krauser      | 43"14'29 | 12     |
| 3   | Alfred Zürbrügg    | Martin Zürbrügg | LCR-Yamaha           | 43"25'37 | 10     |
| 4   | Derek Bayley       | Brian Nixon     | LCR-Yamaha           | 43"34'00 | 8      |
| 5   | Steve Abbott       | Shaun Smith     | Windle-Yamaha        | 43"37'63 | 6      |
| 6   | Derek Jones        | Simon Birchall  | LCR-Yamaha           | 44"13'25 | 5      |
| 7   | Markus Egloff      | Urs Egloff      | LCR-Yamaha           | 44"23'88 | 4      |
| 8   | Yoshisada Kumagaya | Brian Barlow    | Windle-Yamaha        | 44"24'98 | 3      |
| 9   | René Progin        | Yvan Hunziker   | Seymaz-Krauser       | +1 ronde | 2      |
| 10  | Masato Kumano      | Andreas Räcke   | LCR-Yamaha           | +1 ronde | 1      |
| 11  | Dennis Bingham     | Julia Bingham   | Padgett's LCR-Yamaha | +1 ronde |        |

#### Niet gefinished
| Coureur          | Bakkenist          | Merk                    | Oorzaak | Grid |
| ---------------- | ------------------ | ----------------------- | ------- | ---- |
| Egbert Streuer   | Bernard Schnieders | Lucky Strike-LCR-Yamaha | Ongeval | 5    |
| Theo van Kempen  | Geral de Haas      | Lucky Strike-LCR-Yamaha | Ongeval | 13   |
| Rolf Biland      | Kurt Waltisperg    | LCR-Krauser             | Remmen  | 1    |
| Rolf Steinhausen | Bruno Hiller       | Busch-Yamaha            | Opgave  | 6    |

### Top tien tussenstand zijspanklasse
Conform wedstrijduitslag

## Trivia

### Onder de ogen van de baas
Manager Lee van Dam had met veel moeite de sponsoring door British American Tobacco voor de zijspancombinaties Egbert Streuer/Bernard Schnieders en Theo van Kempen/Geral de Haas rond gekregen. Nu was de hele directie van BAT-Nederland naar Jerez gekomen om de zijspanrace te bekijken, waarin beide combinaties uitvielen.

### Huldiging
Ángel Nieto nam afscheid van zijn fans, maar alleen als rijder. Hij was inmiddels teammanager bij Derbi en had daarbij Jorge Martínez en Manuel Herreros onder zijn hoede. Namens Ducados vertegenwoordigde hij echter ook Carlos Cardús in de 250cc-klasse. Waarschijnlijk in de raceoverall van Cardús (met Ducados-Honda-reclame) werd hij op de schouders gehesen na afloop van de 80cc-race. Bovendien werd er een monument onthuld en een bocht naar hem vernoemd. 
1950 · 1951 · 1952 · 1953 · 1954 · 1955 · 1957 · 1958 · 1959 · 1960 · 1961 · 1962 · 1963 · 1964 · 1965 · 1966 · 1967 · 1968 · 1969 · 1970 · 1971 · 1972 · 1973 · 1974 · 1975 · 1976 · 1977 · 1978 · 1979 · 1980 · 1981 · 1982 · 1983 · 1984 · 1985 · 1986 · 1987 · 1988 · 1989 · 1990 · 1991 · 1992 · 1993 · 1994 · 1995 · 1996 · 1997 · 1998 · 1999 · 2000 · 2001 · 2002 · 2003 · 2004 · 2005 · 2006 · 2007 · 2008 · 2009 · 2010 · 2011 · 2012 · 2013 · 2014 · 2015 · 2016 · 2017 · 2018 · 2019 · 2020 · 2021 · 2022 · 2023 · 2024 · 2025